# دراجون 2
دراجون 2 (بالإنجليزية: Dragon 2)‏ هي فئة من مركبات الفضاء القابلة لإعادة الاستخدام، تصنعها شركة الجو والفضاء الأمريكية سبيس إكس، وهي خلف لمركبة الحمولة دراجون 1. تنطلق المركبة على صاروخ فالكون 9 بلوك 5، وتعود للأرض بهبوط مظلي فوق سطح مائي. وبخلاف سابقتها، يمكن للمركبة أن ترصف نفسها إلى محطة الفضاء الدولية في مقابل الإرساء. للمركبة نوعان، الأول كرو دراجون، وهي مركبة يمكنها نقل 7 رواد فضاء، والنوع الثاني كارجو دراجون، وهي بديل محدث لمركبة دراجون الأصلية. المركبة مزودة بنظام يسمح بإنقاذ الحمولة في حالة الوقف الاضطراري للإطلاق، النظام يضم 4 دافعات مثبتة على جوانب المركبة، لكل واحد منها محركين من نوع SuperDraco. تضم المركبة أيضًا صفيفًا شمسيًا معدلًا، بالإضافة إلى حاسوب جديد للتحكم بالطيران ومعدات إلكترونيات طيران جديدة.
انطلقت أول مهمة مأهولة لمركبة دراجون 2، وسميت كرو دراجون ديمو 2، في 30 مايو 2020، وعلى متنها رائدا الفضاء الأمريكيين روبرت إل. بنكن، ودوجلاس جي. هارلي. وهي أول مهمة بشرية بصاروخ ومركبة أمريكيين، ومن أرض أمريكية منذ 9 سنوات. وبها أصبحت سبيس إكس أول شركة خاصة تطلق روادًا للفضاء.
جُهزت كرو دراجون بنظام هروب عند الإطلاق (إل إي إس) متكامل يتكون من ثماني محركات من نوع سوبردراكو، قادرة على تسريع المركبة بعيدًا عن الصاروخ في حالة الطوارئ. تتميز المركبة الفضائية بألواح شمسية أعيد تصميمها وخط هيكلي خارجي مُعدل مقارنةً بمركبة دراجون الأصلية، وتتميز بأجهزة حاسوب وإلكترونيات طيران جديدة. اعتبارًا من مارس 2020، جرى تصنيع أربع مركبات فضائية من طراز دراجون 2، بالإضافة إلى عدة مركبات اختبار لم تُطلق.
تُعتبر كرو دراجون إحدى مركبتين فضائيتين من المتوقع أن تنقل رواد فضاء من وإلى محطة الفضاء الدولية ضمن برنامج الطاقم التجاري التابع لناسا، الأخرى هي بوينج سي إس تي 100 ستارلاينر. تخلف المركبتان مكوك الفضاء المداري الذي تقاعد في عام 2011. من المتوقع أيضًا استخدام المركبة في الرحلات الفضائية السياحة للشركة الأمريكية سبيس أدفينشرز وكذلك لنقل السياح من وإلى محطة الفضاء مُخطط لها تابعة لشركة أكسيوم سبيس. أُطلِقت أول رحلة تجريبية غير مأهولة لطاقم دراجون في مارس 2019، واُطلقت أول أول رحلة تجريبية مأهولة - مع رائد الفضاء روبرت بهنكن ودوغلاس هيرلي - في مايو 2020. كانت هذه هي المرة الأولى التي تطلق فيها شركة خاصة مركبة فضائية مدارية مأهولة. من المتوقع أن تقوم كارجو دراجون بإيصال البضائع إلى محطة الفضاء الدولية بموجب عقد خدمات التزويد التجارية 2 المُوقع مع ناسا، جنبًا إلى جنب مع مركبة سيغناس الفضائية التابعة لشركة نورثروب جرومان للأنظمة الابتكارية ومركبة دريم تشاسير التابعة لشركة سييرا نيفادا كوربوريشن. انطلقت أول رحلة لدراجون 2 في ديسمبر 2020. في 10 نوفمبر 2020، صادقت ناسا بالكامل على استخدام مركبة كرو دراجون وكذلك صاروخ فالكون 9 والأنظمة الأرضية المرتبطة بهما كأول نظام إطلاق تجاري في التاريخ قادرة على نقل البشر من وإلى محطة الفضاء الدولية.

## كرو دراجون
كان هدف سبيس إكس في الأصل هو الهبوط بمركبة كرو دراجون على الأرض باستخدام محركات إل إي إس، مع توفر خيار استخدام المظلات والهبوط على سطح المحيط في حال إلغاء الإطلاق في حالة الطوارئ. اقتٌرح على ناسا الهبوط الدقيق على سطح المحيط بمساعدة المظلات «كنهج أساسي للعودة خلال الرحلات القليلة الأولى» لمركبة كرو دراجون. رُفض هذا الاقتراح لاحقًا، ليصبح الهبوط على سطح المحيط باستخدام المظلات هو الخيار الوحيد. اعتبارًا من عام 2011، تساعد مؤسسة باراجون سبيس للتطوير في تطوير نظام كرو دراجون الداعم للحياة.
في عام 2012، كانت سيبس إكس تجري محادثات مع شركة أوربيتال أوتفيترز لتطوير بدلات فضائية لارتدائها أثناء الإطلاق وإعادة الدخول في الغلاف الجوي، بحيث يرتدي كل فرد من أفراد الطاقم بدلة فضائية مخصصة له. صُممت البدلة بشكل أساسي للاستخدام داخل مركبة دراجون (بدلة من نوع 4 إيه): مع ذلك، في حالة انخفاض الضغط داخل المقصورة بسرعة، تستطيع البدلة حماية أفراد الطاقم. يمكن للبدلة أيضًا تبريد رواد الفضاء أثناء الرحلة العادية. بالنسبة لمهمة ديمو 1 استُخدمت دمية اختبارية تُسمى ريبلي مرتديةً البدلة الفضائية وأجهزة استشعار. بدلة الفضاء مصنوعة من مادة نومكس، وهو نسيج مقاوم للحريق يشبه قماش كيفلر.
في مؤتمر صحفي لناسا في 18 مايو 2012، أكدت شركة سبيس إكس أن سعر الإطلاق المستهدف لرحلات دراجون المأهولة هو 160 مليون دولار، أو نحو 23 مليون دولار لكل مقعد إذا كان الحد الأقصى للطاقم هو سبعة أشخاص على متن الرحلة وإذا طلبت ناسا إطلاق أربع رحلات مأهولة على الأقل كل عام على متن كرو دراجون. يقل هذا السعر كثيرًا عن سعر إطلاق مركبة سويوز عام 2014 البالغ 76 مليون دولار لكل مقعد لرواد فضاء ناسا. كُشف تصميم المركبة الفضائية في 29 مايو 2014، خلال حدث صحفي في مقر سبيس إكس في هوثورن، كاليفورنيا. في أكتوبر 2014، اختارت ناسا مركبة دراجون الفضائية كواحدة من المرشحين لنقل رواد الفضاء الأمريكيين إلى محطة الفضاء الدولية، في إطار برنامج الطاقم التجاري. تستخدم سبيس إكس صاروخ فالكون 9 بلوك 5 لإطلاق دراجون 2.

## كارجو دراجون
على الرغم من أن سبيس إكس خطت في مرحلة التصميم لاستخدام دراجون 2 لنقل رواد الفضاء، أو لنقلهم بمقاعد أقل، فقد طلبت ناسا مركبتي طاقم وشحن منفصلتين في عام 2014، ضمن جولة عقد ثانية متعددة السنوات لخدمة محطة الفضاء الدولية بين عامي 2020 و2024 (تُعرف أيضًا باسم سي آر إس 2) نتيجة لذلك، اقترحت سبيس إكس نموذجًا باسم منفصل، كارجو دراجون، لرحلات ناسا. فازت سبيس إكس بعقد كارجو دراجون في المنافسة على عقد سي آر إس 2، ومُنحت عقدًا لإطلاق ست رحلات في يناير 2016.
تختلف كارجو دراجون عن كرو دراجون من ناحية أن الأولى تفتقر للمقاعد، ولوحات تحكم قمرة القيادة، وأنظمة دعم حياة رواد الفضاء، ومحركات سوبردراكو المخصصة لإلغاء الإطلاق في حالة الطوارئ. تتميز كارجو دراجون في العديد من الجوانب التصميمية مقارنةً بمركبة دراجون الأصلية، بما في ذلك عملية الاسترداد والتجديد. تخطط سبيس إكس لإعادة استخدام كل مركبة كارجو دراجون حتى خمس مرات.

## الرحلات المأهولة
تهدف مركبة دراجون إلى تلبية مجموعة من المتطلبات اللازمة لتصبح مفيدةً للعملاء التجاريين والحكوميين. كانت شركة سبيس إكس تعمل مع شركة بيجلو أيروسيبس لإطلاق ركاب تجاريين إلى مدار أرضي منخفض، لكن الخطة أُلغيت. بدلًا من ذلك، تخطط أكسيوم لإطلاق سياح إلى محطة الفضاء الدولية، وفي نهاية المطاف إلى محطة فضائية خاصة بالشركة. تشمل رحلات ناسا إلى محطة الفضاء الدولية أربعة رواد فضاء فقط، بالإضافة إلى حمولات مضغوطة.
في 16 سبتمبر 2014، أعلنت ناسا اختيار سبيس إكس وبوينغ لنقل وراد الفضاء إلى محطة الفضاء الدولية. تلقت سبيس إكس 2.6 مليار دولار أمريكي بموجب هذا العقد. كان اختيار مركبة دراجون هو الاقتراح الأقل تكلفة، لكن المدير المشارك للاستكشاف البشري والعمليات الفضائية في ناسا، ويليام إتش. جيرستنماير، اعتبر أن مركبة سي إس تي 100 هي الخيار الأفضل.
على غير عادة ناسا التي تشمل تشغيل المركبات الفضائية التجارية بشكل مباشر، ستشتري ناسا خدمات النقل الفضائي من سبيس إكس، بما في ذلك بناء وإطلاق وتشغيل مركبة دراجون 2.
في أغسطس 2018، اتفقت ناسا وسبيس إكس على إجراءات تحميل الوقود وسوائل المركبة والطاقم. سيتم تحميل الهيليوم عالي الضغط أولًا، يليه الركاب قبل ساعتين تقريبًا من موعد الإطلاق؛ سيغادر الطاقم الأرضي بعد ذلك منصة الإطلاق ليبتعد عنها مسافةً آمنة. سيُنشط نظام الهروب من الإطلاق قبل 40 دقيقة تقريبًا من الإطلاق، مع بدء تحميل الوقود بعد ذلك بعدة دقائق. أُطلِقت أول مهمة اختبارية آلية إلى محطة الفضاء الدولية في 2 مارس 2019.
في أوائل عام 2019، كان من المتوقع أن تبدأ الرحلات المأهولة بحلول يوليو 2019. تم تأجيل المهمة لاحقًا إلى 30 مايو 2020. أُطلِقت أول رحلة مأهولة، مهمة ديمو 2، في 30 مايو 2020.
في يونيو 2019، أعلنت شركة بيجلو لعمليات الفضاء حجز ما يصل إلى أربع مهمات على متن مركبة سبيس إكس، تشمل كل منها أربعة ركاب، إلى محطة الفضاء الدولية ابتداءً من عام 2020 وخططت لبيع الرحلات مقابل 52 مليون دولار أمريكي لكل مقعد. أُلغيت هذه الخطط بحلول سبتمبر 2019.
في 18 فبراير 2020، بناءً على تطوير برنامج الطاقم التجاري التابع لناسا، أعلنت شركة سبيس أدفينشرز عقد اتفاق مع سبيس إكس لنقل ما يصل إلى أربعة سياح في مهمات على متن مركبة كرو دراجون في أواخر عام 2021 أو 2022 والتي يمكن أن تصل إلى ارتفاع أعلى من محطة الفضاء الدولية بمرتين أو ثلاث مرات.

## الاختبار

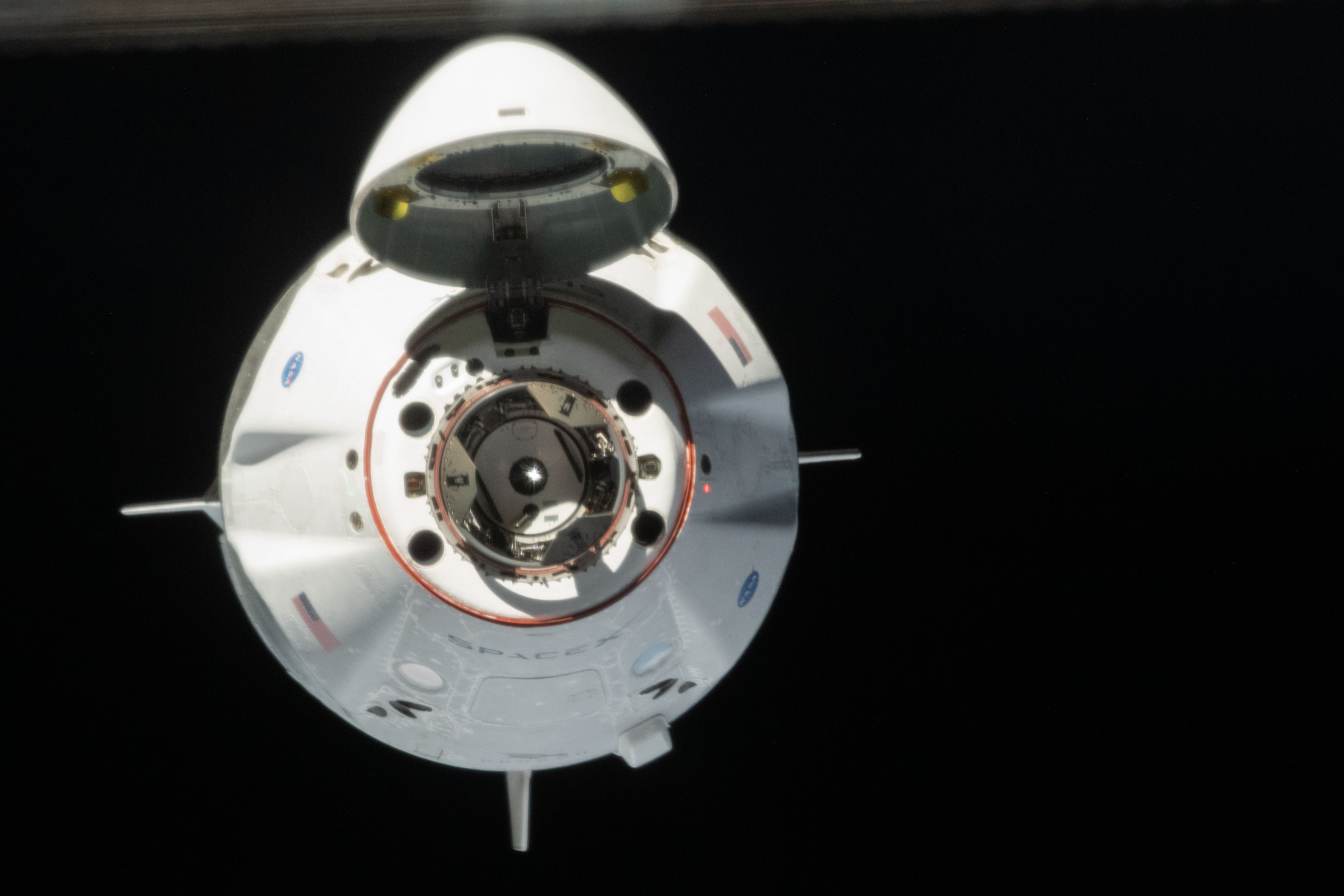
مركبة SpaceX Crew Dragon أثناء اقترابها من محطة الفضاء الدولية

### مهمة ديمو 2
في 17 أبريل 2020، أعلن مدير ناسا جيم بريدينستاين عن خطة إطلاق أول مهمة مأهولة، ديمو 2، على متن مركبة دراجون إلى محطة الفضاء الدولية في 27 مايو 2020. سافر رائدا الفضاء بوب بهنكن ودوغ هيرلي على متن المهمة، التي مثّلت أول إطلاق مأهولة إلى محطة الفضاء الدولية من أرض الولايات المتحدة منذ مهمة إس تي إس 135 في يوليو 2011. تم تأجيل موعد الإطلاق الأصلي إلى 30 مايو 2020 بسبب الظروف الجوية. كانت محاولة الإطلاق الثانية ناجحة، مع كبسولة سي 206، التي سُميت لاحقًا إندوفر من قِبل طاقم الرحلة. تم الإطلاق في 30 مايو 2020 الساعة 19:22 بالتوقيت العالمي المنسق. التحمت الكبسولة بنجاح بمحطة الفضاء الدولية في 31 مايو 2020 الساعة 14:27 بالتوقيت العالمي المنسق. في 2 أغسطس 2020، انفصلت مركبة كرو دراجون عن محطة الفضاء الدولية وهبطت بنجاح على سطح المحيط.
وصف بوب بهنكن الإطلاق على متن مركبة دراجون 2 بأنه «سلس» ولكن «بالتأكيد شعرنا أننا نركب تنينًا على طول الطريق... كانت قوة الطرد المركزي أقل قليلًا مقارنةً بمكوك الفضاء، لكن التجربة كانت أكثر حيوية، هذه أفضل طريقة لوصفها».
بالنسبة لرحلة العودة على متن المركبة الفضائية، قال بهنكن: «بمجرد نزولنا قليلًا داخل الغلاف الجوي، أصبحت مركبة دراجون نشطةً حقًا. بدأت إطلاق صواريخها الدافعة لإبقائنا على المسار المناسب. بدأ الغلاف الجوي حولنا بإصدار ضجيج - يمكنك سماع قعقعة خارج المركبة. وبينما تحاول المركبة السيطرة على نفسها، يمكنك الشعور بقليل من الاهتزاز في جسدك... تمكنا من الإحساس بالانعراجات والانحدارات والالتفافات - شعرنا بكل تلك الحركات الصغيرة من داخل المركبة ... كانت جميع أحداث الانفصال، ابتداءً بانفصال جذع المركبة حتى نشر المظلة، تشبه إلى حد كبير شعور ضرب خلفية مقعدك بمضرب بيسبول ... كان الشعور خفيفًا جدًا أثناء انفصال جذع المركبة ولكن الاهتزاز كان قويًا جدًا عند نشر المظلة».